# شوک الکتریکی
در حالت برق گرفتگی گذشتن جریان الکتریکی از بدن فرد باعث دریافت درد یا آسیب دیدگی در بدن می‌⁯شود. گاه گستره برق‌گرفتگی به دریافت خارش یا لرزش بسنده می⁯کند و دست فرد مورد آسیب انگار به لرزش می‌آید؛ اما در مورد خطوط فشار قوی، نشانه‌های برق‌گرفتگی خیلی جدی‌تر بروز می‌یابند به گونه‌ای که درد، کم ارزش‌ترین آن‌ها به‌شمار می⁯ آید.
شناسایی گذرش از بدن به عامل‌های گوناگونی مانند ولتاژ، گردش، زمان گذرگردش، راه گردش در تن، بسامد و… بستگی دارد. اما روی هم رفته آستانه شناسایی برای گردش DC، اگر از دست بگذرد بین ۵ تا ۱۰ میلی آمپر و برای گردش AC با فرکانس ۶۰ هرتز بین ۱ تا ۱۰ میلی‌آمپر است.

این علامت نشان دهنده وجود تأسیسات ولتاژ بالاست.

## بررسی دانشی رخداد برق گرفتگی
چرخه الکتریکی از یک سرچشمه توان، راه گذر، بار الکتریکی و توانگیر تشکیل شده. راه گذر گردش از یک منبع تغذیه آغاز و به زمین پایان می‌گیرد. همیشه الکتریسیته یا جریان الکتریکی، کوتاه‌ترین راه را برای رسیدن به زمین پیدا می‌کند. از آنجا که ۷۰ درصد تن ما را آب تشکیل داده و آب رسانای بسیار خوبی برای گذر جریان الکتریکی می‌باشد پس هنگامی که انگشت ما با یک سیم حامل جریان تماس پیدا می‌کند یعنی کوتاه‌ترین راه برای گذر جریان پیدا شده‌است.

## آثار برق گرفتگی
عبور جریان الکتریکی از بافت⁯های زنده با توجه به جریان عبوری، نوع برق گرفتگی، مدت زمان برق گرفتگی و… می⁯تواند آثار مختلفی را در پی داشته باشد و عمق آثار نیز با توجه به هر کدام از عوامل، متفاوت خواهد بود.
| شدت جریان به میلی آمپر | اثر در جریان متناوب ۵۰ تا ۶۰ هرتز                                                                                 | اثر در جریان دائم (مستقیم)                                    |
| ۱٫۵ تا ۰٫۶             | احساس عبور جریان همراه با اندکی لرزش در انگشتان دست                                                               | در این محدوده شخص جریان را احساس نمی‌کند                       |
| ۲ تا ۳                 | لرزش شدید انگشتان دست                                                                                             | در این محدوده شخص جریان را احساس نمی‌کند                       |
| ۵ تا ۷                 | تشنج دست‌ها | درد با خارش، احساس گرما                                       |
| ۸ تا ۱۰                | دست‌ها به سختی تکان می‌خورند ولی می‌توان آن‌ها را از الکترود جدا نمود، درد شدید در انگشتان و مفاصل دست‌ها، بی‌حسی دست‌ها | احساس گرمای شدید                                              |
| ۱۱ تا ۱۲               | تشنج عضلات تا شانه‌ها ادامه یافته و درد شدیدی احساس می‌شود. تماس با الکترودها را تا ۳۵ ثانیه می‌توان تحمل کرد        | احساس گرمای شدید                                              |
| ۱۳ تا ۱۴               | امکان رها کردن الکترودها مشکل است و تماس با الکترودها را تا ۱۵ ثانیه می‌توان تحمل کرد                              | احساس گرمای شدید                                              |
| ۱۵                     | رها کردن الکترودها غیرممکن بوده و در دست‌ها تعرق به وجود می‌آید                                                     | احساس گرمای شدید                                              |
| ۲۰ تا ۲۵               | دست‌ها ناگهان فلج می‌شود، الکترودها را می‌توان رها کرد، درد شدید عارض می‌شود و تنگی نفس به وجود می‌آید                 | احساس گرمای شدید همراه با اندکی انقباض در عضلات دست‌ها         |
| ۵۰ تا ۸۰               | بند آمدن نفس، لرزش در بطن‌های قلب                                                                                  | احساس ازدیاد شدت گرما همراه با انقباض عضلات، تشنج و سختی تنفس |
| ۹۰ تا ۱۰۰              | قطع تنفس که اگر بیش از سه ثانیه طول بکشد قلب فلج شده و حرکات بطن‌های قلب قطع می‌شود                                 | بند آمدن تنفس                                                 |

آثار جدی و مهم برق گرفتگی بر روی بدن جانداران و به ویژه انسان دو دسته هستند:

### سوختگی
گذر جریان از بدن به اندازه ۱ میلی آمپر را آستانه پایین دریافت برق گرفتگی می‌گویند. یک حس عبور جریان به ادم دست میدهد ولی جریان اگر از 100 میلی‌آمپر بیشتر باشد و ولتاژ تغذیه نیز به اندازه کافی باشد بدن دچار از دست دادن پاره تن می‌گردد. اگر ولتاژ چیزی بین ۵۰۰ تا ۱۰۰۰ ولت باشد، به دلیل اُهم کم تن گردش بسیاری پیدایش می‌شود. اما همان اندازه کم ایستادگی در تن در برابر گذر گردش، مایه پیدایش گرمای بسیار و در پایان سوختگی بیرونی و درونی می‌شود.

### تأثیر بر رویدستگاهعصبی
مسئله دیگر عبور جریان الکتریکی از بدن که می⁯توان آن را مهلک‌ترین اثر برق‌گرفتگی بر روی بدن دانست، تأثیر آن بر روی سیستم عصبی است. منظور از سیستم عصبی، شبکهٔ بین سلول⁯های عصبی یا همان نرون⁯ها است، که وظیفه آن‌ها تنظیم فرایندهایی است که در اعضای بدن انجام می⁯پذیرد. از جمله بخش⁯های مهم سیستم عصبی می⁯توان از مغز، نخاع و سلول⁯های حسی بدن را نام برد.
ارتباط بین سلول⁯های عصبی به وسیله جریان الکتریکی انجام می⁯پذیرد. این سلول⁯ها برای برقراری ارتباط از سیگنال ⁯های الکتریکی با جریان و ولتاژ بسیار پایین استفاده می⁯کنند. به وسیله این سیگنال⁯ها دستور از سیستم عصبی به قسمت⁯های مختلف بدن مانند ماهیچه ⁯ها یا غده درون‌ریز می⁯رسد. حال اگر جریان برق در بدن یک موجود زنده به اندازه کافی زیاد باشد، سیگنال⁯‌های الکتریکی فرستاده شده به وسیله مغز را خنثی خواهد کرد؛ بنابراین از ایجاد عکس⁯ العمل در بدن مصدوم جلوگیری خواهد کرد. همچنین عبور جریان الکتریکی از رگ‌های عصبی موجب به وجود آمدن حرکات غیرارادی در بدن مصدوم خواهد شد به طوری که مصدوم نمی⁯تواند هیچ اقدامی در مدت برق‌گرفتگی انجام دهد.
این حالت زمانی که مصدوم هادی برق‌دار را در دست خود گرفته، می⁯تواند خیلی خطرناک‌تر باشد چرا که ماهیچه ⁯های قرار گرفته بر روی ساعد که مسئول خم کردن انگشتان هستند از ماهیچه ⁯هایی که مسئول صاف کردن انگشت⁯ها هستند قوی⁯ترند. هنگام برق گرفتگی هر دو نوع ماهیچه تلاش می⁯کنند تا منقبض شوند اما در این حالت به علت قوی تر بودن ماهیچه⁯های خم ⁯کننده پیروزی با آنهاست. اتفاقی که در این لحظه رخ می⁯دهد این است که دست با تمام قوا مشت می⁯شود؛ اگر زمانی که این اتفاق رخ می⁯دهد هادی حامل جریان در کف دست مصدوم باشد، با مشت شدن دست هادی، به دست چسبیده و هدایت الکتریکی بهتر برقرار خواهد شد. این رخداد ممکن است موقعیت مصدوم را بیش از پیش خطرناک کند. باید به این نکته اشاره کرد که در این حالت رها کردن هادی برای مصدوم غیرممکن است.
افرادی که تجربه برق گرفتگی دارند احتمالاً با تشنج⁯های به وجود آمده در این حالت آشنا هستند. این تشنج⁯ها تنها در حالتی از بین خواهند رفت که عبور جریان از بدن متوقف شود. البته حتی پس از قطع برق نیز تا مدتی کنترل بعضی ماهیچه⁯‌ها برای مصدوم غیرممکن است و همچنین عملکرد انتقال دهنده⁯‌های عصبی تا مدتی مختل خواهد شد. از این قابلیت برای ساخت سلاح⁯های بی‌حرکت کننده استفاده می⁯شود (توضیحات بیشتر در انتهای صفحه).
اثرات عبور جریان الکتریکی در بدن تنها به ماهیچه⁯‌های حرکتی بدن محدود نمی⁯شود. قلب و شش⁯ها دارای دیافراگم ⁯ها یا دریچه⁯‌هایی هستند که عملکرد آن‌ها را کنترل می⁯کند. با عبور جریان از بدن سیگ‌های الکتریکی مغز برای این ماهیچه⁯‌ها خنثی خواهد شد و بدین ترتیب این ماهیچه⁯‌ها دچار عارضه "fibrillation" یا انقباض بی‌نظم عضلانی خواهد شد (در صورت AC بودن جریان)؛ در این حالت قلب با سرعت بیشتر و با فشار کمتری می⁯تپد به طوری که نمی⁯تواند عمل رساندن خون به قسمت‌های حساس بدن را انجام دهد. در هر حال نتیجه یک برق گرفتگی با شدت بالا، چه ایست قلبی باشد و چه خفگی مرگبار خواهد بود.
جریان الکتریکی از جهت نوع AC یا DC نیز می⁯تواند آثار متفاوتی بر روی بدن داشته باشد. جریان DC همواره دارای مقداری ثابت است این خاصیت جریان DC می⁯تواند موجب شود مصدوم در هنگام برق گرفتگی کاملاً فلج شود. بر عکس در جریان AC به خاطر تغییرات دائمی در بین هر سیکل، امکان فرار از حالت بی ⁯حرکت شدن بیشتر است؛ بنابراین از نظر بی⁯ حرکت‌کنندگی جریان DC از AC خطرناک‌تر است.
اما تأثیرات جریان AC بر روی قلب می⁯تواند مرگبارتر باشد چرا که جریان AC به راحتی قلب را دچار حالت ضربان نامنظم (fibrillation) می⁯کند و این در حالی است که جریان DC تنها موجب ایست قلبی می⁯شود. در اینجا باید به این نکته اشاره کرد که امکان بازگشت برای قلبی که دچار ایست شده باشد از قلبی که دچار ضربان نامنظم شده باشد بیشتر است.

## روش⁯های معالجه به وسیله شوک الکتریکی

نمونه‌ای از دستگاه Defibrillator.

از شوک الکتریکی در برخی روش⁯ها برای معالجه بیماری⁯های خاص و با در نظر گرفتن ملاحظات استفاده می⁯شود. بعضی از این روش⁯ها عبارت‌اند از:
- برای معالجه برخی بیماری⁯های روانی در روانپزشکی: از شوک الکتریکی امروزه در روش ECT یا درمان با تشنج الکتریکی (Electroconvulsive therapy) استفاده می⁯شود. هدف از معالجه در این روش به وجود آوردن یک حمله صرعی مصنوعی است، نه ایجاد شوک یا تشنج فیزیکی. در ضمن باید به نکته اشاره کرد که به علت بیهوشی بیمار دردی در هنگام حمله احساس نخواهد کرد. امروزه از این روش بیشتر در مورد بیماران مبتلا به افسردگی شدید استفاده می⁯شود از این روش همچنین برای درمان بیماری⁯های روانی دیگر مانند شیدایی (mania)، کاتاتونی (catatonia) و روان‌گسیختگی (schizophrenia) نیز استفاده می⁯شود. در انتها باید به این نکته اشاره کرد که آثار درمانی این روش برای تقریباً نصف استفاده‌کنندگان زودگذر است.
- به عنوان معالجه برای بیمارانی که دچار ضربان نامنظم قلب یا fibrillation هستند، در این روش از دستگاهی به نام defibrillator استفاده می⁯کنند. دستگاه defibrillator یک درمان قطعی برای بیمارانی است که دچار ضربان نامنظم قلب هستند. این دستگاه یک جریان DC با مقدار مناسب را از قفسه سینه عبور داده و با خنثی کردن ضربان به قلب اجازه می⁯دهد تا به‌طور طبیعی به ضربان منظم برسد.
- به عنوان روشی برای کاهش درد: در این روش از دستگاهی با نام TranscutaneousElectrical Nerve Stimulator) TENS) استفاده می⁯شود. این دستگاه یک شبیه‌ساز سیگنال⁯های عصبی است که آن‌ها را از راه پوست به بدن انتقال می⁯دهد. انتقال سیگنال⁯ها به وسیله دو یا چند الکترودها صورت می⁯گیرد. این دستگاه به ویژه در مورد کاهش درد زایمان مورد استفاده قرار می⁯گیرد. با این وجود عده⁯ای از متخصصان زایمان استفاده این دستگاه را در کاهش درد زایمان بی‌اثر می⁯دانند.
- برای شرطی‌سازی: در این روش از شوک الکتریکی به عنوان یک تنبیه و برای شرطی‌سازی افراد دچار عقب ماندگی ذهنی استفاده می⁯شود. این روش از جمله روش⁯های بحث‌انگیز در استفاده از شوک الکتریکی است و تنها در یک مؤسسه با نام Judge Rotenberg در ایالات متحده مورد استفاده قرار می⁯گیرد. این مؤسسه همچنین از شوک الکتریکی به عنوان تنبیه برای کودکان مبتلا به مشکلات رفتاری نیز استفاده می⁯کند.

## استفاده از شوک الکتریکی به عنوان سلاح

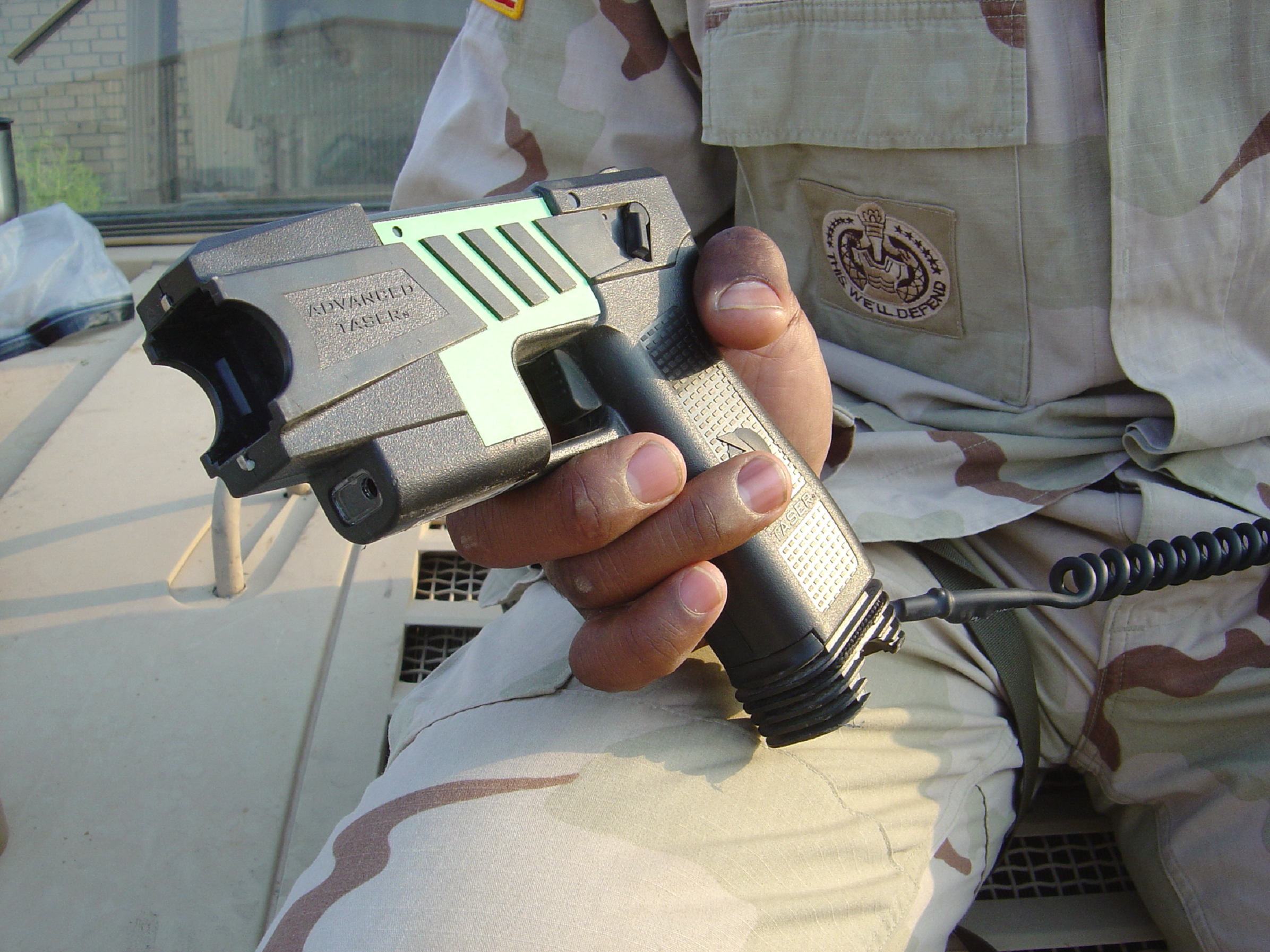
اسلحه Taser از شوک الکتریکی برای بی‌حرکت کردن هدف استفاده می‌کند.

تفنگ شوک الکتریکی یا Taser نوعی اسلحه خاص برای ایجاد اغتشاش ماهیچه‌ه⁯ا و در نتیجه بی‌حرکت کردن فرد است. این اسلحه بر طبق اصول برق‌گرفتگی به‌طور ناگهانی و برای مدت بسیار کوتاهی ولتاژ بسیار بالا اما با جریان کم را بین دو الکترود خود ایجاد می⁯کند. حال اگر فردی در تماس با اسلحه قرار داشته باشد سیستم انتقال عصبی او دچار اختلال شده و به این ترتیب فرد کنترل ماهیچه ⁯های خود را برای مدتی از دست خواهد داد این عملکرد با درد شدیدی برای فرد همراه خواهد بود. برای اکثر مردم حداقل دو تا سه ثانیه طول می⁯کشد تا تعادل خود را از دست بدهند. ولتاژ بین الکترودها وابسته به نوع سلاح بین ۵۰ kV تا ۱ MV خواهد بود اما ولتاژهای رایج برای این اسلحه بین ۲۰۰ kV تا ۳۰۰ kV هستند.